# King Crimson
King Crimson je britská rocková skupina založená v roce 1968 kytaristou Robertem Frippem a bubeníkem Michaelem Gilesem. Běžně bývá zařazována mezi zakládající skupiny progresivního rocku, v její tvorbě se mísí vlivy nejrůznějších hudebních stylů jako jsou jazz, vážná a experimentální hudba, psychedelický rock, heavy metal, nová vlna, hard rock, gamelan, folk, electronica a drum and bass. Původně britskou skupinu tvořil od roku 1981 mix hudebníků ze Spojeného království a Spojených států amerických.
Ačkoliv se skupina příliš neprosadila v komerčním slova smyslu (rádia či videoklipy), vytvořila si kultovní pověst. Její debutové album In the Court of the Crimson King je vnímáno jako jeden z milníků vývoje progresivního rocku, zatímco pozdější tvorba, která často procházela tehdy neobvyklými hudebními teritorii, měla vliv na mnoho současných hudebníků. Obsazení v kapele se v průběhu její existence výrazně měnilo, celkem se zde vystřídalo 22 hudebníků a dva textaři, kteří byli plnohodnotnými členy skupiny. Situace se stabilizovala v roce 1981, kdy se frontmanem King Crimson stal Adrian Belew, který v kapele vydržel do roku 2013. Poslední sestavy, které koncertovaly od roku 2014, čítaly sedm až osm hráčů. S koncem roku 2021 ukončila skupina svoji činnost.
Dnes je raná tvorba King Crimson srovnávána s kompozičními strukturami jazzových inovátorů jako Charles Mingus a John McLaughlin. Začátek 70. let 20. století byl pro skupinu nejméně stabilním obdobím s mnoha personálními změnami a rozdíly mezi studiovým a koncertním stylem, kdy kapela objevovala prvky jazzu, funku a komorní vážné hudby. Před polovinou 70. let ve skupině, která se rozpadla roku 1974, vznikla stálejší sestava hudebníků, jež si vytvořila improvizační hard rockový „sound“. King Crimson obnovení na tři roky v roce 1981 hráli hudbu ovlivněnou novou vlnou a gamelanem. Po posledním reunionu, který proběhl v roce 1994, začala skupina tvořit muziku s prvky své tvorby ze 70. a 80. let, novinkou je zde ale vliv současných hudebních žánrů jako jsou industriální rock a grunge. Úsilí kapely přimíchávat další prvky do své hudby pokračovalo i na začátku 21. století s použitím moderních nástrojů včetně rytmických smyček ve stylu drum and bass a značného využití MIDI a kytarových syntezátorů.
Jediným stálým členem během celé historie skupiny je Robert Fripp, který tak působí de facto jako její lídr. On sám uvedl, že původně nikdy nezamýšlel stát se vedoucím King Crimson. Nicméně od druhého alba silně ovlivňuje hudební i kompoziční styl skupiny a kvůli tomu někteří členové kapelu opustili. Taková kreativní frustrace se projevila např. u Iana McDonalda, Gordona Haskella a Mela Collinse. Trey Gunn, který působil v kapele mezi roky 1994 a 2003, prohlásil, že „King Crimson je Robertova vize“.

## Historie

### Vznik King Crimson a jejich první album (1968–1969)
King Crimson se transformovali na podzim 1968 ze skupiny Giles, Giles and Fripp, jejíž členové kytarista Robert Fripp, bubeník Michael Giles a saxofonista Ian McDonald přibrali baskytaristu a zpěváka Grega Lakea (nahradil Petera Gilese) a textaře Petera Sinfielda. Tímto krokem vznikla 30. listopadu 1968 skupina King Crimson, přičemž nový název vymyslel Sinfield jako synonymum pro Belzebuba. Podle jiných zdrojů však nejde o Belzebuba, vládce démonů. Podle Frippa se jedná o anglicizovanou formu arabského „B'il Sabab“, tedy o „muže s cílem“. Historicky a etymologicky byl „crimson king“ jakýkoliv vládce, za jehož působení vládl mezi lidmi nepokoj a krveprolití; první album debutovalo v době vrcholu všeobecné nespokojenosti proti americkému působení ve vietnamské válce. Fripp byl v té době ovlivněn skupinou 1-2-3, později známou jako Clouds, která se stala inspirací pro crimsonovskou zálibu v klasické hudbě a jazzové improvizaci.
Krátce poté si skupina pořídila mellotron a začala jej využívat pro vytvoření originálního orchestrálního rockového zvuku, který měl obrovský vliv na rodící se progresivní rock. V této době byl hlavním skladatelem King Crimson Ian McDonald, svým dílem ale přispívali i Lake a Fripp. Peter Sinfield nebyl pouze textařem, navrhl a obsluhoval také revoluční osvětlení jeviště, které kapela využívala. Svůj koncertní debut skupina absolvovala 9. dubna 1969, velkého úspěchu dosáhla na koncertě v Hyde Parku v červenci téhož roku, kde před více než 650 000 lidmi vystoupili s The Rolling Stones.
V říjnu 1969 vydali King Crimson svoje první album s názvem In the Court of the Crimson King. Veřejně jej pochválil kytarista The Who Pete Townshend, který ho nazval „tajuplným mistrovským kouskem“. Styl této desky byl čerpán z nejrůznějších vlivů působících na všech pět členů skupiny včetně Jimiho Hendrixe, klasické i moderní vážné hudby, folku, jazzu, vojenské hudby, ambientní improvizace, viktoriánské hudby či britského popu. Všechny tyto byly skloubeny do díla, prvního takového v rockové hudbě, doplněného melodramatickými Sinfieldovými texty.
Na podzim roku 1969 se skupina vydala odehrát koncerty v USA, kde se představila po boku tehdy úspěšných a populárních hudebníků a skupin. Nicméně uvnitř King Crimson vzrůstalo tvůrčí napětí. S rychlým úspěchem a životem na cestách se těžko vyrovnávali Michael Giles a Ian McDonald. Navíc Robert Fripp, ač nebyl frontmanem a ani hlavním skladatelem, postupně směřoval skupinu směrem do temnějších hudebních oblastí, zatímco McDonald s Gilesem měli v oblibě jemnější a romantičtější styl hudby. Oba členové ohlásili odchod ze skupiny během turné v Kalifornii, poslední koncert v původní sestavě byl odehrán 16. prosince 1969 v San Franciscu. Nahrávky koncertů z roku 1969 byly vydány v roce 1996 jako album Epitaph.
Ian McDonald a Michael Giles v roce 1970 společně nahráli společné album McDonald and Giles. McDonald se později stal členem skupiny Foreigner, Giles působí jako studiový bubeník.

### King Crimson na začátku 70. let a období „bezvládí“
Počátkem roku 1970 odešel z King Crimson další hudebník, Greg Lake, který s Keithem Emersonem a Carlem Palmerem vytvořil skupinu Emerson, Lake & Palmer. Kytarista a příležitostný klávesista Robert Fripp se tak stal jediným zbylým muzikantem v kapele. Pro výpomoc při studiových nahrávkách se začal uplatňovat i zájem Petera Sinfielda v syntezátorech. Nicméně Lake souhlasil, že nazpívá chystané druhé album In the Wake of Poseidon (vyjma jedné písně), jeho hlas zní také na singlu „Cat Food“. Tou výjimkou se stala skladba „Cadence and Cascade“, kterou zpívá Frippův kamarád ze školy Gordon Haskell. Při rozhodování o zpěvákovi druhé desky zaznělo i jméno tehdy neznámého Eltona Johna, tato možnost ale byla kapelou zavržena.
Dalšími hudebníky na In the Wake of Poseidon se stali navrátivší se bubeník Michael Giles, jeho bratr, baskytarista Peter Giles, Mel Collins (saxofony, flétny) a jazzový pianista Keith Tippett. Ten se stal nedílnou součástí crimsonovského „soundu“ i na několika dalších nahrávkách a ačkoliv mu Fripp nabízel plnohodnotné členství ve skupině, působil vždy pouze jako studiový hudebník a s King Crimson vystoupil na koncertě pouze jednou. Album vydané v květnu 1970 bylo kritizováno kvůli velice podobnému zvuku i stylu, jako měl debut King Crimson, místy vypadajícímu až jako jeho imitace.
Po vydání desky zůstali Fripp, Collins a Sinfield osamoceni a ačkoliv měli materiál, nemohli s ním koncertovat. Proto Fripp oslovil Gordona Haskella, zdali by se nestal stálým členem jako zpěvák a baskytarista. Ten s nabídkou souhlasil. Do King Crimson také přišel bubeník Andy McCulloch (předtím např. Manfred Mann's Earth Band).
V této sestavě nahráli King Crimson své třetí album s názvem Lizard (vydáno v prosinci 1970), které se stalo výhradním dílem Frippa a Sinfielda. Jako hostující hudebníci zde působil i zpěvák Jon Anderson (v jedné skladbě) a také dechová sekce, neboť deska je avantgardním jazzem a klasickou hudbou ovlivněna více než předchozí alba. Právě styl hudby se příliš nezamlouval rhythm and bluesově orientovaným Haskellovi a McCullochovi. Gordon Haskell opustil skupinu ještě před vydáním Lizard a nedlouho po něm odešel i Andy McCulloch.

### Obnovená skupina v letech 1971 a 1972
Začátkem roku 1971 tedy došlo k dalšímu „náboru“ hudebníků. Novým bubeníkem se stal Ian Wallace, jako zpěvák přišel Boz Burrell. Jediným problémem byl post baskytaristy, byl osloven John Wetton, který ale přijal místo ve skupině Family, nicméně zůstal s Robertem Frippem v kontaktu. Dalším adeptem byl Rick Kemp, který si to ale na poslední chvíli rozmyslel. Nakonec se baskytaristou, ačkoliv na tento nástroj nikdy nehrál, stal Burrell, kterého to v nouzi naučil Fripp. King Crimson se tak mohli v první polovině roku 1971 vydat na turné, první od roku 1969. Rock and rollový životní styl a odlišné hudební sklony ale vedly k napětí mezi zbytkem kapely a více intelektuálně zaměřeným Robertem Frippem, nicméně skupina sérii koncertů dokončila.
Ve druhé polovině roku 1971 nahráli a vydali King Crimson album Islands silně ovlivněné Milesem Davisem a jeho orchestrální spoluprací s Gilem Evansem. Deska obsahuje jediný experiment skupiny se smyčcovou sekcí, skladbu „Prelude: Song of the Gulls“, či píseň „Ladies of the Road“ inspirovanou rhythm and blues, která je stylově nejblíže koncertním King Crimson té doby. Na konci roku 1971 odešel ze skupiny kvůli osobním problémům s Frippem a odlišným hudebním preferencím Peter Sinfield, který následně vydal sólové album a poté se stal hlavním textařem skupiny Emerson, Lake & Palmer.
Zbytek skupiny absolvoval během první poloviny roku 1972 další turné, jehož záznam byl ještě tentýž rok vydán jako živé album Earthbound, kritizované pro svoji velmi špatnou kvalitu zvuku na úrovni bootlegů. Postupně se ale začalo vzrůstat napětí mezi Robertem Frippem a ostatními členy kapely. Tyto problémy vyústily ve Frippovo rozhodnutí zcela změnit styl King Crimson přibráním nových hudebníků. V polovině roku 1972 tedy Collins, Burrell a Wallace odešli a společně s bluesovým kytaristou Alexisem Kornerem vytvořili skupinu Snape.

### Hard rockoví King Crimson (1972–1974)

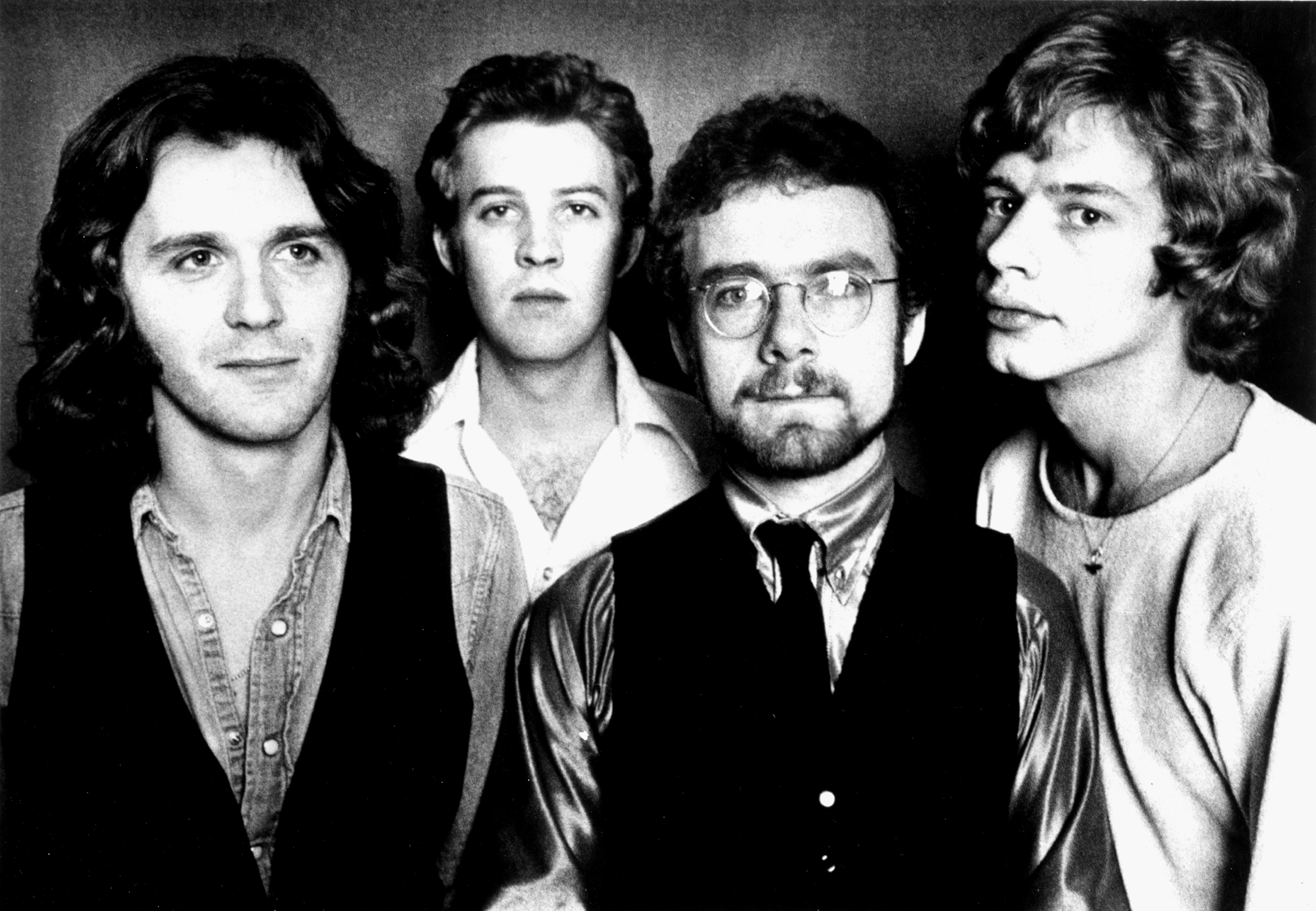
King Crimson roku 1974. Zleva: John Wetton, David Cross, Robert Fripp a Bill Bruford

Jako první přišel do skupiny, v níž zůstal pouze samotný Robert Fripp, perkusionista Jamie Muir známý svými improvizacemi. Klasickým bubeníkem King Crimson se stal Bill Bruford, který se rozhodl opustit komerčně úspěšné Yes. Na post baskytaristy a zpěváka získal Fripp již dříve osloveného Johna Wettona a jako poslední přišel houslista David Cross, hrající i na klávesy. Novým textařem se po Sinfieldově odchodu stal Wettonův kamarád Richard Palmer-James, který s kapelou nikdy na jevišti nevystoupil a své texty posílal ze svého domu v Hamburku.
Skupina začala ve druhé polovině roku 1972 zkoušet a na podzim se vydala koncertovat. Počátkem následujícího roku nahrála a v březnu 1973 vydala album Larks' Tongues in Aspic, zcela odlišné od předchozích desek. Album s revolučním zvukem a údernou dynamikou bylo ovlivněnou např. Bélou Bartókem, Ralphem Vaughanem Williamsem či zárodky rodícího se heavy metalu.
Začátkem roku 1973 skupinu opustil Muir. Oficiálním důvodem bylo zranění, které utrpěl na pódiu při jedno z koncertů v londýnském klubu Marquee, kdy mu na nohu spadl gong. Ve skutečnosti se Jamie Muir rozhodl pro život podle přísných zásad buddhismu a proto chtěl vstoupit do skotského kláštera.
King Crimson nicméně koncertovali průběžně během celého roku 1973 a zbývající členové začali vytvářet materiál pro další album, které vyšlo v březnu 1974 pod názvem Starless and Bible Black. Stylově navazuje na předchozí Larks' Tongues in Aspic s velkou mírou improvizace a metalovými riffy. Kromě tvrdých skladeb ale obsahuje také jemnou instrumentálku „Trio“, kde hrají pouze housle, baskytara a mellotron. Zajímavostí tohoto alba je skutečnost, že většina skladeb byla nahrána živě na koncertech na podzim 1973 a menšími studiovými úpravami (vymazání potlesků, apod.) byla přepracováno na klasickou studiovou desku. Koncerty z tohoto období byly jako klasická živá alba vydány v letech 1992 (The Great Deceiver) a 1997 (The Night Watch).

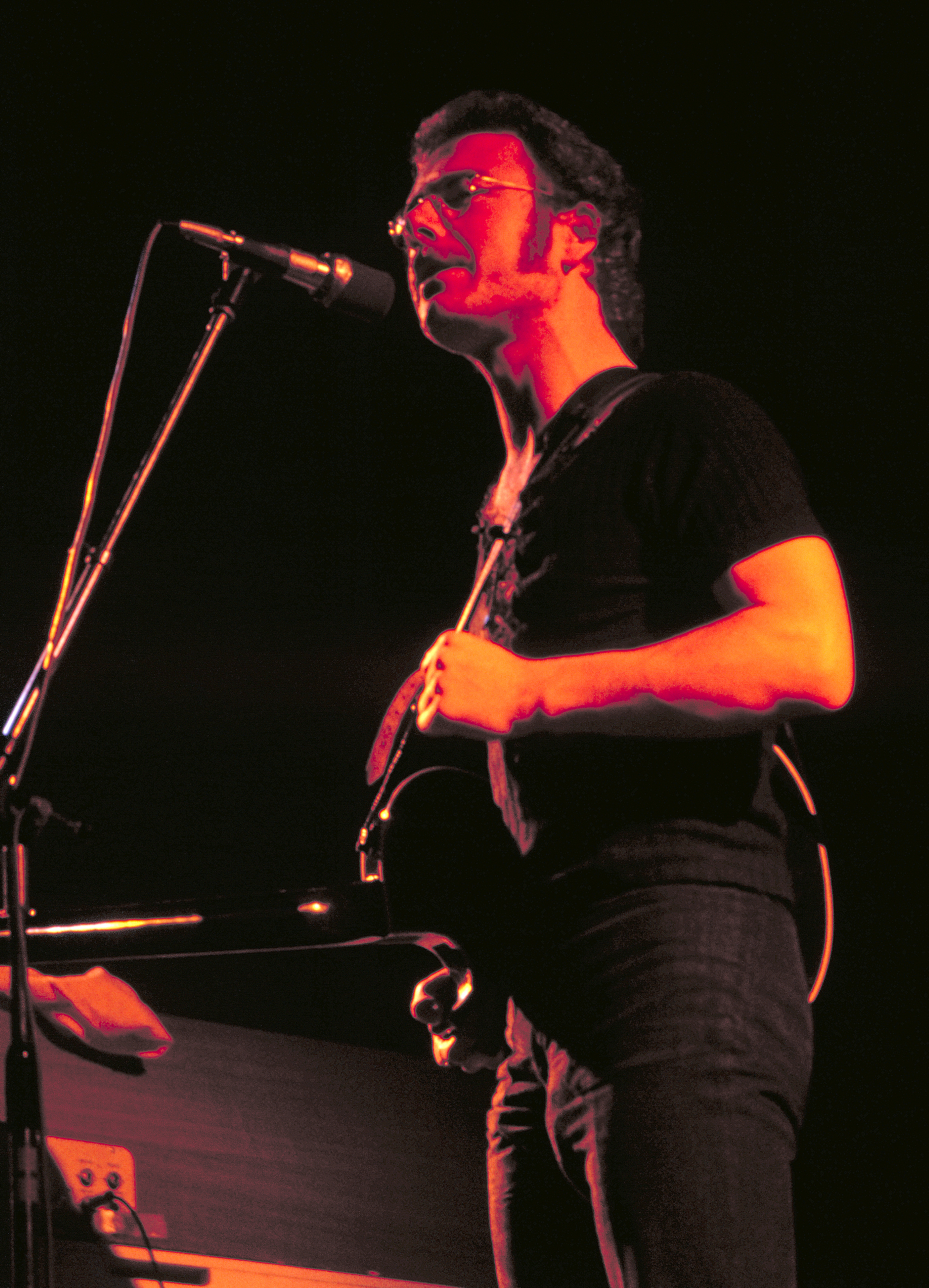
Robert Fripp na koncertě King Crimson v roce 1974

V první polovině roku 1974 začala vzrůstat frustrace Davida Crosse, jehož akustické housle byly většinou přehlušeny rytmickou sekcí Wetton – Bruford, což jej nutilo se více soustředit na klávesy. Po evropském a americkém turné proto ze skupiny odešel, poslední koncert odehrál 1. července 1974 v newyorském Central Parku, což shodou okolností také bylo poslední živé vystoupení King Crimson na následujících sedm let.
I přesto zbylá trojice (Fripp, Wetton, Bruford) v letních měsících nahrála další album Red opět stylově navazující na předchozí dvě. Jako hosté zde byli pozvaní bývalí členové King Crimson, saxofonisté Ian McDonald a Mel Collins, a také hobojista Robin Miller a kornetista Mark Charig, kteří se podíleli na albech Lizard a Islands. Posledním hostujícím hudebníkem se stal David Cross, který skupinu nedlouho předtím opustil. Po nahrání desky začaly probíhat rozhovory mezi kapelou a Ianem McDonaldem o jeho návratu do King Crimson.
V té době byl Robert Fripp rozčarován z hudebního průmyslu, uzavřel se do sebe a zaměřil se na mystické spisy Georgije Gurdžijeva. Odmítl koncertovat, neboť pocítil, že „se blíží konec světa“, a tato jeho duševní krize začala postupně rozbíjet přátelské i pracovní vztahy uvnitř skupiny. Nakonec v září 1974 prohlásil, že King Crimson zanikají; oficiálně byla kapela rozpuštěna 25. září 1974. Později vyšlo najevo, že se Fripp ptal manažerů, zda mají zájem o King Crimson (Wetton, Bruford a McDonald) bez něj, což ale bylo odmítnuto.
Jakýmsi pohrobkem se tak stalo jak album Red, které vyšlo v listopadu 1974, tak i živé album USA, jež bylo vydáno v dubnu 1975 a které dokumentuje poslední turné skupiny v USA během jara 1974. Kvůli technickým potížím s originálními pásky musely být provedeny v některých skladbách studiové overduby houslí a kláves Davida Crosse, čehož se zmocnil Eddie Jobson z Roxy Music.

### Mezidobí (1975–1980)
Po ukončení činnosti King Crimson se cesty hudebníků rozešly. Ian McDonald se vrátil do skupiny Foreigner, Bill Bruford si založil vlastní kapelu Bruford hrající jazz-fusion a také bubnoval na první post-gabrielovském turné Genesis. John Wetton spolupracoval s Roxy Music a Uriah Heep, později s Brufordem založil skupinu UK.
Robert Fripp si pohrával s myšlenkou stát se knězem, ale nakonec se rozhodl pokračovat dále v hudební kariéře. Přestěhoval se do New Yorku, kde následně spolupracoval s mnoha umělci včetně Briana Ena, Blondie, Talking Heads, The Roches nebo Daryla Halla. Sestrojil zde také speciální přístroj Frippertronics založený na smyčkách magnetofonových pásků. Podílel se na albech Davida Bowieho a Petera Gabriela a v roce 1979 vydal první sólové album Exposure. U Gabriela se seznámil s baskytaristou Tonym Levinem, který odehrál některé party právě na Exposure.
V roce 1980 vydal Fripp druhé album God Save the Queen/Under Heavy Manners, přičemž v březnu tohoto roku založil skupinu The League of Gentlemen, jejíž existence trvala pouze do prosince 1980.

### King Crimson v 80. letech (1981–1984)
Po rozpadu The League of Gentlemen oslovil Fripp začátkem roku 1981 Bruforda, jestli by nechtěl hrát v jeho nové skupině, přičemž bubeník s tímto nápadem souhlasil. Dalším hudebníkem se stal kytarista a zpěvák Adrian Belew, kterého Fripp znal ze skupiny Gaga, jež dělala předskokany The League of Gentlemen. Belew předtím spolupracoval např. s Davidem Bowiem, Frankem Zappou nebo Talking Heads. Jako baskytarista byl do skupiny přijat Tony Levin, který kromě klasické baskytary používal také Chapman Stick.
Kvarteto, které Fripp pojmenoval Discipline, odletělo do Anglie, kde začalo skládat a zkoušet. Jejich první koncert proběhl 30. dubna 1981, po němž se skupina vydala na anglické turné. Později se všichni čtyři hudebníci dohodli a změnili jméno skupiny na King Crimson.
Tato reinkarnace King Crimson byla ovlivněna novou vlnou, což mohlo být zapříčiněno Frippovou i Belewovou spoluprací s Davidem Bowiem a Talking Heads, a gamelanem. Co se týče nových nástrojů ve skupině, kromě zmíněného Chapman Sticku začali muzikanti používat kytarový syntezátor a elektronickou bicí soupravu.
V září 1981 vyšlo první album obnovených King Crimson s názvem Discipline, které bezprostředně zaznamenalo nový zvuk skupiny s písněmi, na předchozí crimsonovská měřítka poměrně krátkými a lyrickými. Po Discipline následovalo v poměrně krátké době album Beat vydané v červnu 1982, jež se stalo první deskou King Crimson, kterou neprodukoval člen kapely, a také prvním albem s obsazením hudebníků stejným, jako tomu bylo u předchozí desky. Beat volně odkazuje na tvorbu beat generation a obsahuje skladby jako „Neal and Jack and Me“ (inspirována Nealem Cassadym a Jackem Kerouacem), „The Howler“ (sbírka Kvílení, anglicky Howl, od Allena Ginsberga) či „Sartori in Tangier“ inspirovanou Paulem Bowlesem.
Po studiové i koncertní přestávce v roce 1983 vydala skupina v březnu 1984 album Three of a Perfect Pair, po kterém následováno turné. Odlišné hudební představy muzikantů byly zaznamenány právě na desce, kterou tvoří dvě strany: „the left side“, kde se nachází na poměry King Crimson více komerčnější, lyričtější a melodičtější písně, a „the right side“ s experimentálním materiálem a improvizacemi pokračujícími v tradici z první poloviny 70. let od dob Larks' Tongues in Aspic. Poslední koncert turné Three of a Perfect Pair konaný 11. července 1984 v Montrealu byl zaznamenán a v roce 1998 vydán jako živé album s názvem Absent Lovers: Live in Montreal.
Krátce poté King Crimson ukončili činnost. Adrian Belew později prohlásil, že si skupina potřebovala vzít pauzu, která nakonec trvala 10 let.

### Druhé mezidobí (1985–1993)
V následujících devíti letech nefunkčnosti King Crimson se Levin vrátil zpět ke spolupráci s Peterem Gabrielem, zatímco Bruford vytvořil elektro-akustickou jazzovou skupinu Earthworks. Oba dva se setkali například při práci na albu Cloud About Mercury (1986) od Davida Torna, či na přelomu 80. a 90. let v krátce existující skupině Anderson Bruford Wakeman Howe.
Belew začal hrát jako studiový hudebník a rovněž rozvíjel svoji sólovou kariéru. Spolupracoval se skupinou The Bears a hrál na koncertech Davida Bowieho. V roce 1989 překvapil v MTV s hitovým singlem „Oh Daddy“.
V roce 1985 začal Robert Fripp vytvářet vlastní hudební školu nazvanou Guitar Craft. Jednalo se o skloubení hraní na akustickou kytaru, skládání, disciplíny a životního stylu ovlivněné filosofií Gurdžijeva a Bennetta. Tato akce vedla k převážně akustickým vystoupením skupiny nazvané The League of Crafty Guitarists.
Fripp v roce 1989 založil art rockovou skupinu Sunday All Over the World se zpěvačkou Toyah Willcoxovou, se kterou se v roce 1986 oženil. V kapele dále působil bubeník Paul Beavis a hráč na Chapman Stick, jeden ze studentů Guitar Craft, Trey Gunn, který předtím hrál také v The League of Crafty Guitarists. Skupina existovala pouze krátce, nicméně roku 1991 vydala album Kneeling at the Shrine. S Gunnem Fripp dále spolupracoval například ve skupině Robert Fripp String Quintet, která existovala v letech 1992 a 1993.
Od roku 1985 příležitostně Fripp spolupracoval se zpěvákem Davidem Sylvianem. V roce 1991 jej pozval jako hlavního zpěváka do chystaného znovuvzkříšení King Crimson, nicméně Sylvian nabídku odmítl. Společně ale vytvořili projekt a roku 1993 vydali společně album The First Day, na kterém tvořili rytmickou sekci Trey Gunn a bývalý bubeník Petera Gabriela Jerry Marotta. Pro následující koncerty ale převzal bicí Pat Mastelotto.
Kvůli sporům s manažery a nahrávací společností E.G. Records založil Fripp roku 1992 vlastní label Discipline Global Mobile (DGM), což mělo v následujících letech velký vliv pro obnovené King Crimson a další odvozené projekty. V roce 1998 totiž DGM začalo vydávat v rámci tzv. King Crimson Collector's Clubu živé koncertní nahrávky skupiny z celé její historie.

### Dvojité trio v 90. letech a následná fraKtalizace
Na začátku 90. let navštívil Adrian Belew Roberta Frippa v Anglii a sdělil mu svůj zájem hrát v King Crimson, které Fripp zamýšlel obnovit. Po ukončení turné s Davidem Sylvianem začal tedy Fripp vytvářet obnovenou skupinu zahrnující Belewa a Levina ze sestavy 80. let. Novými hudebníky se měli stát Trey Gunn na Chapman Stick a bubeník Jerry Marotta. Ještě v raných úvahách bylo Marottovo jméno změněno za Pata Mastelotta. Jako poslední přišel Bill Bruford jakožto druhý bubeník.
Vznikl tak neobvyklý sextet, se všemi nástroji zdvojenými – dva kytaristi, dva baskytaristi a hráči na Chapman Stick a dva bubeníci. Fripp jej vysvětloval tím, že měl vizi tzv. „dvojitého tria“ (anglicky double trio), které by objevovalo další rozličné typy crimsonovské hudby.
Skupina začala v roce 1994 zkoušet a ještě téhož roku vydala EP VROOOM, které kombinovalo prvky zvuku synchronizovaných kytar z alba Discipline, drsného rocku z desky Red a nejrůznějších ambientních elektronických zvuků a myšlenek industriální hudby. Novými hudebními prvky se ve skupině stalo MIDI a Warr guitar, kterou Gunn nahradil po VROOOM svůj Chapman Stick.
V září 1994 se King Crimson vydali na koncerty v Argentině, první vystoupení po 10 letech. Z tohoto turné bylo v následujícím roce vydáno živé album B'Boom: Live in Argentina. Kromě velkého množství nového materiálu zahrála skupina také některé skladby ze 70. let („Red“, „Larks' Tongues in Aspic Part 2“ a „The Talking Drum“) a šest písní z repertoáru 80. let, především z alba Discipline.
Regulérní studiové album vydala skupina v dubnu 1995 a dostalo název THRAK. Deska, která zčásti obsahuje upravené a rozvinuté skladby z EP VROOOM, je popisována jako „jazzem vonící rockové struktury s charakteristickými řvavými, strohými a vynikajícími souhrami kytar“ a „siláckou, někdy invenční rytmickou sekcí“, která „ladí se zvukem alternativních rockových hudebníků poloviny 90. let“. Zajímavostí je taky návrat mellotronu, který skupina v 80. letech nepoužívala.
Po vydání alba se v květnu 1995 vydali King Crimson na turné, které s přestávkou v červenci až září skončilo v listopadu téhož roku. V následujícím roce naopak koncertovali od května do srpna, přičemž 17. června 1996 poprvé hráli v Praze. Z těchto koncertů bylo roku 1996 vydáno avantgardní živé album THRaKaTTaK sestávající pouze z navzájem spojených koncertních improvizací, které skupina odehrála během každého vystoupení. Běžné koncertní album vyšlo v roce 2001 pod názvem VROOOM VROOOM.
Myšlenka dvojitého tria ale byla logisticky a skladatelsky poměrně těžkopádná. Po zkouškách v polovině roku 1997, kdy se skupina dostala do skladatelské slepé uličky, začalo vrůstat napětí mezi Frippem a Brufordem, který nakonec z King Crimson definitivně odešel. Nicméně byla vytvořena myšlenka takzvaných fraKtalizací (anglicky fraKctalisations), které Fripp pojmenoval jako ProjeKcts (česky ProjeKty).
Jednalo se o rozdělení King Crimson v letech 1997 až 1999 do jakýchsi „subskupin“, které by působily do nezávisle na sobě, což by zjednodušilo logistiku, neboť by se nemuselo scházet všech šest hudebníků, a vytvořilo by se více hudebního materiálu. Tyto ProjeKcts hrály živě především ve Spojených státech, Japonsku a Spojeném království a vydaly několik (převážně živých) alb.
- ProjeKct One (Fripp, Bruford, Gunn, Levin)
- ProjeKct Two (Fripp, Gunn, Belew)
- ProjeKct Three (Fripp, Gunn, Mastelotto)
- ProjeKct Four (Fripp, Gunn, Mastelotto, Levin)

Obdobného charakteru byla skupina Bruford Levin Upper Extremities (B.L.U.E.), kde kromě Bruforda a Levina hráli kytarista David Torn a trumpetista Chris Botti.
V roce 2000, během nahrávání alba The ConstruKction of Light, fungoval ještě ProjeKct X a v roce 2006 ProjeKct Six.

### King Crimson po roce 2000

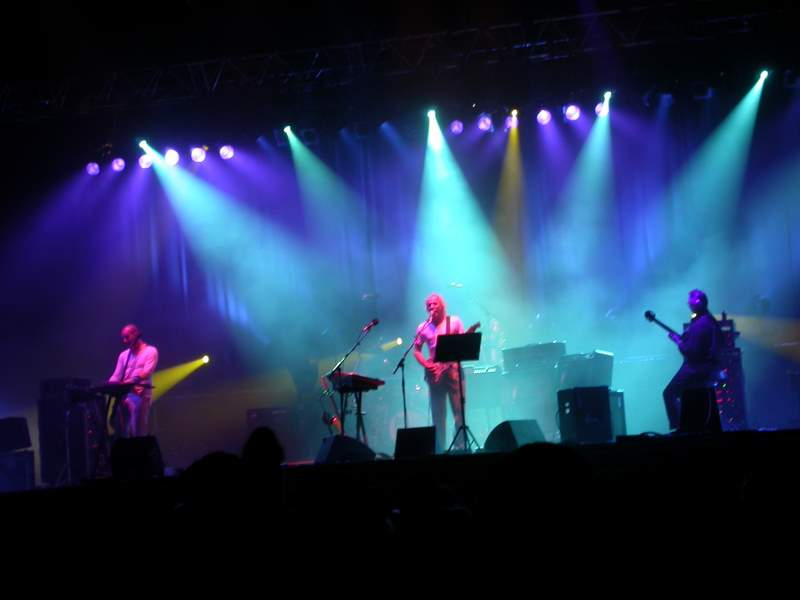
King Crimson v roce 2003

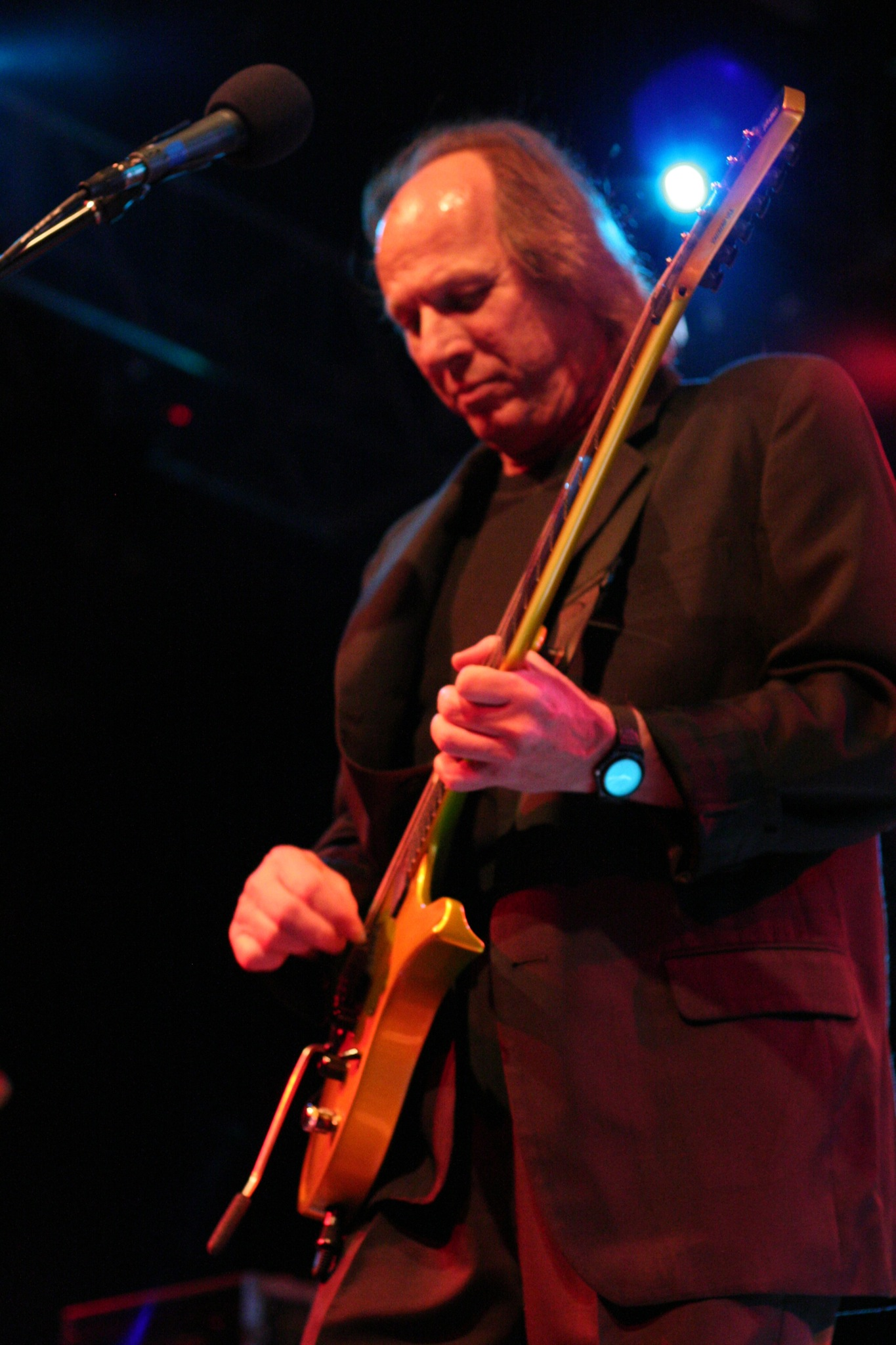
Adrian Belew v roce 2006

Po ukončení ProjeKcts již nebyl ve skupině Bruford a navíc Tony Levin se soustředil na spolupráci s Peterem Gabrielem a Sealem. Fripp nicméně prohlásil, že Levina stále bere jako pátého člena kapely, byť neaktivního. Zbývající čtyři hudebníci (Fripp, Belew, Gunn a Mastelotto) obnovili práci King Crimson, přičemž tato sestava je někdy v návaznosti na sestavu z poloviny 90. let označována jako dvojité duo (anglicky double duo). Zkušenosti z ProjeKcts vedly k určitým změnám ve skupině. Trey Gunn začal kromě Warr guitar používat i barytonovou kytaru a baskytaru Ashbory a Mastelotto pracoval více s elektronickými nástroji.
V roce 2000 King Crimson vydali další studiové album s názvem The ConstruKction of Light. Jeho nahrávání probíhalo v Belewově bytě a garáži poblíž Nashvillu. Styl desky je odlišný od předchozího alba, hudba je elektroničtější a mnohem tvrdší a má blízko k metalu. The ConstruKction of Light obsahuje například čtvrtou část „Larks' Tongues in Aspic“ či skladbu „FraKctured“, což je přepracovaná „Fracture“ z alba Starless and Bible Black z roku 1974.
V té době nahrávala skupina pod názvem ProjeKct X také album Heaven and Earth, z něhož byla jedna skladba umístěna i na The ConstruKction of Light jako bonus. ProjeKct X vedli, na rozdíl od King Crimson, Pat Mastelotto a Trey Gunn.
V květnu 2000 se skupina vydala na turné (13. června hráli podruhé v Praze), které po letní přestávce pokračovalo i na podzim 2000 a rovněž i následující rok. Z těchto koncertů bylo ještě v roce 2000 vydáno živé trojalbum Heavy ConstruKction.
Koncem roku 2001 vydali King Crimson v limitované edici živé EP Level Five (z koncertů v témže roce) a roku 2002 studiové EP Happy with What You Have to Be Happy With s 11 převážně novými skladbami.
Po dvou EP následovalo v roce 2003 zatím poslední studiové album The Power to Believe, které Fripp popsal jako „vyvrcholení tří let crimsonovštění“. Obsahuje některé skladby z Happy With What You Have to Be Happy With v nové úpravě a v dalších písních odkazuje na předchozí díla King Crimson. Skladba „EleKtriK“ je jakousi syntézou crimsonovských stylů 70. a 80. let a počátku 21. století, takže na se albu mísí styly od metalu po ambient. Po vydání desky opět následovalo turné (17. června 2003 hrála skupina potřetí v Praze) a živé album EleKtriK: Live in Japan.
V listopadu 2003 ohlásil Trey Gunn svůj odchod z King Crimson. Pokračoval ale ve spolupráci s Mastelottem v projektech zvaných TU a KTU a také vedl svoji kapelu. Na místo baskytaristy se proto vrátil Tony Levin, nicméně tato sestava se pouze zúčastnila zkoušek začátkem roku 2004 a aktivita skupiny poté na čtyři roky ustala.
Během této přestávky pokračoval Fripp v rozvíjení labelu Discipline Global Mobile a rovněž absolvoval koncerty svého projektu nazvaného Soundscape. Levin hrál s vlastní skupinou Tony Levin Band a působil jako studiový hudebník. Belew pokračoval v sólové kariéře a založil Adrian Belew Power Trio. Mastelotto spolupracoval s Treyem Gunnem a dalšími.
Na konci roku 2007 byli King Crimson doplněni o pátého člena, bubeníka a perkusionistu Gavina Harrisona, známého jako člena Porcupine Tree. V srpnu 2008 odehrála tato pětičlenná skupina malé turné (čtyři města v USA a celkem 11 koncertů) v rámci příprav na 40. výročí King Crimson v roce 2008. Repertoár tvořily stávající skladby, nic nového kapela nepředstavila.
Další vystoupení byla chystána na rok 2009, byla ale zrušena kvůli vytíženosti hudebníků v jiných projektech a vzhledem k prioritám Roberta Frippa. Adrian Belew prohlásil, že činnost skupiny by mohla být podle Frippa obnovena zřejmě v roce 2010, k čemuž však nedošlo, kapela zůstala nadále neaktivní, navíc v interview z 3. srpna 2012 Fripp uvedl, že odchází z hudebního průmyslu.
Návrat King Crimson oznámil Robert Fripp v září 2013. Prvním počinem nového sedmičlenného obsazení byla série koncertů v USA v září a říjnu 2014, na což navázalo v lednu 2015 vydání koncertního alba z tohoto turné s názvem Live at the Orpheum. V březnu 2016 Fripp oznámil, že Bill Rieflin, jeden ze tří bubeníků, si bere volno a že ho na plánovaných koncertech nahradí Jeremy Stacey. Na začátku roku 2017 se Rieflin vrátil a v novém osmičlenném obsazení, protože Stacey zůstal, hrál především na klávesy. Rieflin zemřel v březnu 2020 na rakovinu.
V roce 2021 uskutečnili King Crimson turné po Severní Americe a Japonsku. Poslední koncert odehráli 8. prosince 2021 v Tokiu, načež Robert Fripp zveřejnil prohlášení, že to byl pro skupinu významný okamžik, neboť se tím King Crimson „přesunuli od zvuku k tichu“. Tímto krokem kapela ukončila své aktivity, neboť Fripp neměl pro ni další plány. Sestavu z roku 2021 označil za „poslední inkarnaci“ King Crimson.

## 21st Century Schizoid Band a další projekty
V roce 2002 vznikla skupina 21st Century Schizoid Band, kterou vytvořili bývalí členové z prvních alb King Crimson. Objevili se zde Ian McDonald, Mel Collins, Peter Giles a Michael Giles, přičemž frontmanem se stal kytarista a zpěvák Jakko Jakszyk. Michael Giles byl později nahrazen Ianem Wallacem. 21st Century Schizoid Band hraje skladby King Crimson 60. a 70. let.
V srpnu 2008 se na jednom ruském festivalu představil Crimson Project, který odehrál krátký set. Jeho členy byli Adrian Belew, Tony Levin, Pat Mastelotto, Eddie Jobson a Eric Slick (z Adrian Belew Power Trio).

## Členové King Crimson

### Poslední sestava
- Robert Fripp – kytara, kytarový syntezátor, zvuky, mellotron (1969–2021)
- Jakko Jakszyk – kytara, zpěv (2013–2021)
- Tony Levin – baskytara, Chapman Stick, vokály (1981–1999, 2003–2021)
- Mel Collins – saxofon, mellotron (1970–1972, 2013–2021)
- Pat Mastelotto – bicí, elektronické bicí (1994–2021)
- Gavin Harrison – bicí, perkuse (2007–2021)
- Jeremy Stacey – bicí, klávesy (2016–2021)

### Bývalí členové
- Greg Lake – zpěv, baskytara (1969–1970)
- Michael Giles – bicí (1969–1970)
- Ian McDonald – saxofon, mellotron (1969)
- Peter Sinfield – texty, syntezátory (1969–1971)
- Peter Giles – baskytara (1970)
- Gordon Haskell – zpěv, baskytara (1970)
- Andy McCulloch – bicí (1970)
- Boz Burrell – zpěv, baskytara (1971–1972)
- Ian Wallace – bicí, perkuse (1971–1972)
- John Wetton – zpěv, baskytara (1972–1974)
- Jamie Muir – perkuse (1972–1973)
- Bill Bruford – bicí, perkuse (1972–1998)
- David Cross – housle, mellotron (1972–1974)
- Richard Palmer-James – texty (1972–1974)
- Adrian Belew – zpěv, kytara, kytarový syntezátor (1981–2013)
- Trey Gunn – Warr guitar, Chapman Stick, vokály (1994–2003)
- Bill Rieflin – klávesy, syntezátor, mellotron, bicí, perkuse (2013–2015, 2017–2020)

Bill Rieflin se na podzim 2017 nemohl zúčastnit koncertů, dočasně jej v této době nahradil Chris Gibson.

## Diskografie
- In the Court of the Crimson King (1969)
- In the Wake of Poseidon (1970)
- Lizard (1970)
- Islands (1971)
- Larks' Tongues in Aspic (1973)
- Starless and Bible Black (1974)
- Red (1974)
- Discipline (1981)
- Beat (1982)
- Three of a Perfect Pair (1984)
- THRAK (1995)
- The ConstruKction of Light (2000)
- The Power to Believe (2003)